# Нису сви будале као ми
Нису сви будале као ми је трећи студијски албум соло каријере Младена Војичића Тифе из 1993. године. Албум је снимљен у сарајевском студију Блап, а издат за издавачку кућу Embex на аудио-касети.

## Списак песама
| №  | Назив                    | Трајање |  |
| 1. | Кажу да се љубав зове то |         |  |
| 2. | Да ли си ме икад лагала  |         |  |
| 3. | Зора је                  |         |  |
| 4. | Не брини                 |         |  |
| 5. | Шарени дан               |         |  |
| 6. | Нису сви будале као ми   |         |  |
| 7. | Моја Драгана             |         |  |
| 8. | Ја ту не припадам        |         |  |